# Att växa till en jätte
Att växa till en jätte (engelska: Turning into a giant) är en brittisk dokumentär från 2010. I filmen porträtteras tre personer som drabbats av den extremt ovanliga sjukdomen gigantism som medför onormalt hög kroppslig tillväxt. De tre är Mary, Igor och Tanya.

## I olika länder
- I Sverige visades filmen på TV4 den 23 augusti och den 15 oktober 2011